# Adolf Schub
Adolf Schub (* 12. Dezember 1931 in Berlin; † 15. Juni 2017) war ein deutscher Bauingenieur, Baubetriebler und Hochschullehrer.
Adolf Schub graduierte 1957 in Bauingenieurwesen an der Technischen Universität München. 1965 wurde er mit der Arbeit Probleme der Taktplanung in der Bauproduktion an der TU München zum Dr.-Ing. promoviert. Er war Gründungsmitglied und von 1969 bis 2010 Gesellschafter bei Prof. Burkhardt Ingenieure GmbH in München und Berlin.
1965 erhielt er einen Ruf auf die Professur für Baubetriebsplanung an der TU München. 
Hauptlehr- und Forschungsgebiete waren die Projektplanung und -steuerung, Kostenmanagement und -steuerung sowie Entscheidungsgestützte Bauproduktionsplanung, Entscheidungsmodelle und Projektmanagement. Er veröffentlichte zahlreiche wissenschaftliche Arbeiten. 
Schub war Gründungsmitglied der Deutschen Gesellschaft für Projektmanagement und deren Vorstandsmitglied von 1979 bis 1983, später dessen Ehrenmitglied.